# Dufourea ciliata
Dufourea ciliata är en biart som beskrevs av Ebmer 1993. Dufourea ciliata ingår i släktet solbin, och familjen vägbin. Inga underarter finns listade i Catalogue of Life.